# Весели, Кадри
Кадри Весели (алб. Kadri Veseli; род. 31 мая 1967, Brobonic, Косовска-Митровица) — косоварский политик. Вице-лидер Демократической партии Косова (ДПК). Председатель Ассамблеи Республики Косово с 8 декабря 2014 года по 22 августа 2019 года.

## Биография
До избрания вице-лидером ДПК 27 января 2013 года, Весели возглавлял Разведывательную службу Косова (Shërbimit Informativ të Kosovës, SHIK).
Он был одним из главных деятелей Армии освобождения Косова (АОК) и активным сторонником мирного соглашения, подписанного в Рамбуйе (Франция) в 1999 году, где Весели был консультантом делегации Косова.
Весели также был одним из молодых лидеров студенческого движения в 1988—1990 гг.
Он получил образование в Университете Камеза (Албания) и международном факультете Шеффилдского университета в Салониках (Греция).
Женат, имеет четверых детей. Весели владеет, помимо родного албанского, также английским, немецким и сербским языками.
В 2020 году Специальные судебные палаты и специализированная прокуратура по Косову обвинили Весели в военных преступлениях
.